# GraphQL
GraphQL – otwarty język zapytań i manipulacji danych stanowiący sposób komunikacji z serwerem za pośrednictwem API oraz środowisko wykonawcze dla wykonywania zapytań tego typu. Specyfikacja i oprogramowanie zostało opracowane przez firmę Facebook, Inc.. Jest alternatywą dla API typu REST.
Język zapytań GraphQL umożliwia uzyskanie struktury odpowiedzi na żądanie na podstawie wyłącznie tych danych i parametrów, które zostały określone w strukturze zapytania, co pozwala zapobiec uzyskaniu zbędnych i nadmiarowych danych podczas takiego procesu. Wynik wykonanego zapytania jest najczęściej zwracany w postaci dokumentu w formacie JSON.

## Przykład
Poniższy przykład definiuje żądanie typu POST celem uzyskania podstawowych informacji o zamówieniu produktu o numerze porządkowym 10:
```
{
    orders(id: 10) {
        productsList {
            product {
                name
                price
            }
            quantity
        }
        totalAmount
    }
}

```

Zawartością odpowiedzi na wysłane żądanie będzie poniższa struktura JSON o przykładowych wartościach, stanowiąca odwzorowanie struktury powyższego żądania:
```
{

    
"data"
:
 
{

        
"orders"
:
 
[

            
{

                
"productsList"
:
 
[

                    
{

                        
"product"
:
 
{

                            
"name"
:
 
"orange"
,

                            
"price"
:
 
1.5

                        
},

                        
"quantity"
:
 
100

                    
}

                
],

                
"totalAmount"
:
 
150

            
}

        
]

    
}

}

```